# Valoare adăugată brută
Valoarea adăugată brută (VAB) este soldul contului de producție și se măsoară ca diferența dintre valoarea bunurilor și serviciilor produse (evaluate la prețuri de bază) și consumul intermediar (evaluat la prețurile cumpărătorului), reprezentând deci valoarea nou creată în procesul de producție. VAB este calculată înainte de a fi calculat consumul de capital fix.